# Rhusia biformis
Rhusia biformis är en insektsart som beskrevs av Irena Dworakowska 1981. Rhusia biformis ingår i släktet Rhusia och familjen dvärgstritar.
Artens utbredningsområde är Nigeria. Inga underarter finns listade i Catalogue of Life.